# Coccophagus japonicus
Coccophagus japonicus är en stekelart som beskrevs av Compere 1924. Coccophagus japonicus ingår i släktet Coccophagus och familjen växtlussteklar. Inga underarter finns listade i Catalogue of Life.